# Piotr Sobolewski (aktor)
Piotr Stanisławowicz Sobolewski (ros. Пётр Станиславович Соболевский; ur. 9 maja?/22 maja 1904 w Tomsku, zm. 26 czerwca 1977 w Moskwie) – radziecki aktor. Pojawił się w ponad 50 filmach w latach 1926–1973. Zasłużony Artysta RFSRR.

## Życiorys
Piotr Sobolewski urodził się 22 maja 1904 w Tomsku. Jego ojciec był Polakiem, inżynierem górnictwa, profesorem. Studiował w Fabryce Ekscentrycznego Aktora (FEKS) pod kierunkiem Grigorija Kozincewa i Leonida Trauberga. W 1932 roku został absolwentem Leningradzkiego Instytutu Teatralnego. Zmarł 26 czerwca 1977 roku w Moskwie w wieku 73 lat. Został pochowany na Cmentarzu Niemieckim.

## Filmografia
- 1926: Czarcie koło jako Iwan Szorin
- 1926: Płaszcz
- 1927: Sojusz wielkiej sprawy jako Suchanow
- 1927: Braciszek jako kierowca
- 1929: Nowy Babilon jako Jean, żołnierz
- 1931: Wioska na Ałtaju jako narzeczony Kuźminy
- 1936: My z Kronsztadtu jako porucznik
- 1939: Minin i Pożarski jako Anocha
- 1946: Admirał Nachimow jako Fieofan Ostrieno
- 1960: Miłość Aloszy

i inne